# Lo que tú quieras oír
Lo que tú quieras oír es un cortometraje de 8 minutos dirigido por el español Guillermo Zapata y protagonizado por Fátima Baeza.
El cortometraje se grabó en un solo día, el 5 de febrero de 2005, en aproximadamente 16 horas, en su realización intervino un equipo de 15 personas en una sola localización, que se acondicionó el día anterior con carteles, fotografías y una gran cantidad de plantas.

## Resumen
Sofía, maestra de preescolar, llega a casa tras un día de trabajo. Habla con una amiga y prepara una cena para su novio, Miguel. Pero algo sucede con su novio, y se ve obligada a elegir entre la realidad, la ficción o algo que está a medio camino entre ambas cosas.
Según su sitio oficial, también licenciado bajo una licencia Creative Commons: "Lo que tú quieras oír es una historia de amor sobre la relación entre la ficción y la realidad. Siempre nos dijeron que contábamos historias para evadirnos de la realidad, pero no es cierto, contamos historias para transformar la realidad."

## Idea y producción
El guion de Lo que tú Quieras Oír se escribió en pocos días a partir de una idea original y se hicieron pocos cambios. Los primeros contactos para organizar la producción se llevaron a cabo a través de Adela Gutiérrez y Emma Bertran (que se encargarían de ser la script y la ayudante de dirección del cortometraje) y a través de ellas se pudo llegar hasta Fátima Baeza, protagonista del cortometraje.
El resto de los miembros del equipo se fueron incorporando mes tras mes hasta conseguir unas quince personas. Una semana antes del rodaje Fátima Baeza y Guillermo Zapata estuvieron ensayando en el escenario del rodaje para preparar bien todos los elementos del rodaje. Todo el mundo participó de manera voluntaria
El cortometraje se rodó usando una cámara de Alta Definición Digital utilizando ópticas e iluminación cinematográfica. El equipo incluía una steadycam con la que se realizaron cuatro planos que habrían sido imposibles de realizar de no contar con ese material.
Lo que tú Quieras Oír se montó y mezcló y etalonó gracias a la cesión desinteresada de equipos de Videomedia S.A. El proceso duró casi seis meses hasta conseguir la copia definitiva. Un equipo de seis personas entre montador, responsable de sonido, etalonaje, diseño de créditos, etc. Participó en el proceso.
La música se grabó en la Fundación Contamíname, gracias a la decena, un grupo de casi quince músicos y técnicos reunidos para la ocasión para interpretar los temas compuestos por David Chica y Felipe Vara de Rey, se compusieron dos temas originales, se grabó una sección de percusión y una variación sobre el tema instrumental.

## Curiosidades
- Es el vídeo en español más popular de YouTube y el 7º video más visto de todo YouTube con 100.017.016 reproducciones hasta el 14 de marzo de 2010 .[3][4][5]

- Está publicado bajo una licencia Creative Commons.[6]

- El 24 de marzo de 2012 estuvo momentáneamente no disponible en YouTube por una denuncia de infracción de copyright por parte de Telecinco.[7]